# 페루자도
페루자도(이탈리아어: Provincia di Perugia)은 이탈리아 중부 움브리아주에 있는 도이다. 움브리아주를 이루고 있는 두 도 중에서 가장 크며, 주의 면적과 인구에 3분의 2를 차지한다. 도청 소재지는 페루자이다. 1927년까지 움브리아주에 속해 있었으나, 테르니도이 분리되면서 남쪽에 3분의 1만큼이 떨어져 나갔다. 페루자도의 넓이는 움브리아 주의 3분에 2를 이루는 6,334 km이며, 전체 인구는 70만 명 정도이다. 59개의 코무네로 이루어져 있다. 이곳에는 이탈리아 중부에서 가장 큰 호수인 트라시메노호가 있어 관광객들에게 인기가 많다. 교황령의 핵심 지역 중 하나이기도 하였다.